# لیگ برتر فوتبال اردن
لیگ برتر فوتبال اردن (عربی: دوری المناصیر الأردنی للمحترفین) معتبرترین لیگ فوتبال در کشور اردن می‌باشد که از سال ۱۹۴۴ میلادی تاکنون در این کشور برگزار می‌شود. ۱۲ باشگاه در این مسابقات حضور دارند.
باشگاه الفیصلی با کسب ۳۵ عنوان قهرمانی، پرافتخارترین تیم این مسابقات به حساب می‌آید.